# 잉글랜드의 국가
잉글랜드는 공식적인 국가(國歌)를 갖고 있지 않지만 국가 역할을 하는 많은 노래들이 존재한다. 대부분의 스포츠 경기에서는 영국의 국가인 《하느님, 국왕 폐하를 지켜 주소서》(God Save the King)가 잉글랜드를 대표하는 노래로 사용된다.

## 현황

### 종합 스포츠 대회
코먼웰스 게임에 참가하는 잉글랜드 선수단은 2010년 대회부터 《예루살렘(Jerusalem)》을 잉글랜드를 대표하는 노래로 사용하고 있다. 잉글랜드 코먼웰스 게임 이사회는 2010년 코먼웰스 게임에서 잉글랜드가 사용할 국가에 대한 여론 조사를 진행했다. 《하느님, 여왕 폐하를 지켜 주소서》, 《예루살렘》, 《희망과 영광의 땅(Land of Hope and Glory)》 3가지 제안 중에서 《예루살렘》이 52%를 차지했다.

### 단일 스포츠 대회
- 국제 축구 경기에서 잉글랜드 축구 국가대표팀은 《하느님, 여왕 폐하를 지켜 주소서》를 국가로 사용한다.
- 국제 럭비 유니언 경기에서 잉글랜드 럭비 유니언 국가대표팀은 《하느님, 여왕 폐하를 지켜 주소서》를 국가로 사용하며 《희망과 영광의 땅》을 경기 시작 직전의 노래로 사용한다.
- 국제 럭비 리그 경기에서 잉글랜드 럭비 리그 국가대표팀은 《하느님, 여왕 폐하를 지켜 주소서》를 국가로 사용한다.
- 국제 테스트 크리켓 경기에서 잉글랜드는 2003년부터 《예루살렘》을 선수단 입장곡으로 사용한다.
- 국제 라크로스 경기에서 잉글랜드 남자 대표팀은 《하느님, 여왕 폐하를 지켜 주소서》를 경기 시작 직전의 노래로 사용하며 여자 대표팀은 《희망과 영광의 땅》을 경기 시작 직전의 노래로 사용한다.